# Diyarbakırspor
Diyarbakırspor este un club de fotbal din Diyarbakır, Turcia. Echipa susține meciurile de acasă pe Diyarbakır Atatürk Stadium cu o capacitate de 18.000 de locuri.